# Eupanacra regularis
Eupanacra regularis är en fjärilsart som beskrevs av Butler 1875. Eupanacra regularis ingår i släktet Eupanacra och familjen svärmare. Inga underarter finns listade i Catalogue of Life.